# Trofeo dello Scalatore
Die Trofeo dello Scalatore war eine Radsportveranstaltung in Italien. Es war ein Wettbewerb, der in mehreren Eintagesrennen ausgetragen wurde und fand von 1987 bis 2001 statt. Die Trofeo wurde insbesondere für Bergfahrer veranstaltet.

## Geschichte
Der Wettbewerb bestand aus drei bis fünf Rennen pro Saison. Es wurde eine Gesamtwertung nach einem Punktesystem geführt, wobei der Fahrer mit der höchsten Punktezahl am Ende der Saison als Sieger geehrt wurde. Die Trofeo dello Scalatore hatte 15 Austragungen. In den ersten Jahren blieb der Wettbewerb italienischen Nachwuchsfahrern vorbehalten, später wurde es dann ein internationaler Wettbewerb. Unter anderem wurden die Anstiege nach Sestriere, Abetone und zum Colle di Nava (Ligurien) gefahren.

## Sieger
- 1987  Stefano Tomasini
- 1988  Silvano Contini
- 1989  Michele Moro
- 1990  Roberto Gusmeroli
- 1991  Davide Cassani
- 1992  Alberto Elli
- 1993  Pascal Richard
- 1994  Zenon Jaskuła
- 1995  Oscar Pellicioli
- 1996  Marco Fincato
- 1997  Pawel Tonkow
- 1998  Massimo Donati
- 1999  Roberto Sgambelluri
- 2000  Ruggero Borghi
- 2001  Freddy González